# سوسن تسليمي
سوسن تسليمي (بالفارسية: سوسن تسلیمی) مواليد 7 فبراير 1950هي ممثلة إيرانية ومخرجة سينمائية ومخرجة مسرحية وكاتبة سيناريو . هاجرت من إيران عام 1987، تعيش الآن وتعمل في السويد .

## السيرة الشخصية
ولدت في رشت عام 1950، هي أول امرأة غير أوروبية تلعب الدور القيادي على المسرح الوطني في السويد. تخرجت في المسرح والتمثيل من كلية الفنون الجميلة في جامعة طهران . بدأت فيلم التمثيل مع عمل أغنية تارا للمخرج بهرام بيضاني في 1979.

## أعمالها في مجال التمثيل

### أفلام
- القصة من تارا ( (بالفارسية: چریکه تارا) ، Tcherike-ye Tara، 1979، Iran) مثل تارا
- مقتل يزدرد ( (بالفارسية: مرگ یزدگرد) ، مارج يزدرد ، 1982 ، إيران) كزوجة ميللر
- سادردين (مسلسل تلفزيوني ، 1984 ، إيران) مثل Fatemeh
- مدين ( (بالفارسية: مادیان) ، الملقب ب The Mare، 1985، Iran)
- Telesm ( (بالفارسية: تلسم) ، الملقب ب الإملائي ، 1986 ، إيران) كعروس شازدة
- باشو، الغريب الصغير ( (بالفارسية: باشو، غریبه کوچک) ، Bashu، Gharibe-ye Kuchak، 1986، صدر في 1989، إيران) مثل Naii
- ربما بعض باقي الوقت ( (بالفارسية: شاید وقتی دیگر) ، شياد فاغتي ديغار ، 1988 ، إيران)
- Gränsen (الملقب أبدا ، 1995 ، السويد) مثل عائشة
- En dag i taget (مسلسل تلفزيوني ، 1999 ، السويد) مثل كيا
- أوركا! أوركا! (مسلسل تلفزيوني ، 2004 ، السويد) مثل شول
- على الساحر ( (بالفارسية: افسونگر) ، Afsungar ، 2017 ، الدنمارك) مثل ليلى

### مسرح
- المدية (1991)
- وفاة يزدرد (1979)

## أعمالها في مجال الإخراج
- Hus i helvete (فيلم روائي طويل ، المعروف أيضًا باسم All Hell Let loose، 2002)
- أوركا! أوركا! . (مسلسل تلفزيوني ، الحلقات 16-18 ، 2004)
- Det epileptiska riktmärket . (تلعب من قبل مارتينا مونتليوس ، رئيس الوزراء مارس 2004 في تيتر Galeasen ، ستوكهولم )
- sklskar، älskar och älskar . (دراما تلفزيونية مستوحاة من مسرحية مارتينا مونتليوس ، 2004 ، التلفزيون السويدي)
- هاكتيت (مسلسل تلفزيوني ، 2005)

## روابط خارجية
- سوسن تسليمي على موقع IMDb (الإنجليزية)
- سوسن تسليمي على موقع ألو سيني (الفرنسية)
- سوسن تسليمي على موقع أول موفي (الإنجليزية)
- سوسن تسليمي على موقع قاعدة بيانات الأفلام السويدية (السويدية)
- سوسن تسليمي على موقع قاعدة بيانات الفيلم (الإنجليزية)
- سوسن تسليمي على موقع كينوبويسك (الروسية)

  - سوسن تسليمي في قاعدة بيانات الأفلام على الإنترنت
  - Susan Taslimi at the Swedish Film Database
  - باللغة الفارسية Soosan Taslimi at IranActor.com
  - باللغة الفارسية Interview with Rooz